# Bainbridge Colby
Bainbridge Colby (St. Louis, 1869. december 22. – Bemus Point, Chautauqua megye, 1950. április 11.) amerikai politikus, külügyminiszter.

## Élete

### Ifjúkora
Colby 1869 decemberében született St. Louis-ban, Missouri államban.
Alapfokú és középfokú tanulmányait szülővárosában végezte, majd a Massachuttes állambeli Williams Egyetem (Williams College) hallgatója lett. Miután befejezte itteni tanulmányait a Columbiai Jogi Egyetemre, majd a New York-i Jogi Egyetemre járt. New Yorkban 1892-ben szerzett diplomát, s itt kezdte meg jogi gyakorlatát. 

### Politikai pályája
A politikához egyetemi tanulmányai során kezdett érdeklődni.
Sikeres ügyvédi pályafutásának köszönhetően népszerűségre tett szert. Belépett a Republikánus Pártba, s 1901-től egy éven keresztül a New York-i Állami Tanács tagjává választották. Később kilépett a pártból s részt vett a Progresszív Párt (Progressive Party) megalapításában. Néhány évvel később azonban ebből a pártból is kilépett s a Demokrata Párt tagja lett.
Népszerűsége nőttön nőtt. Mikor 1916-ban egy beszédében nyilvánosan támogatta Wilson elnök újraválasztását, egy életre szóló barátság alakult ki közöttük. Javarészt ennek a barátságnak köszönhetően Wilson elnök kisebb-nagyobb politikai megbízásokat adott Colby-nak az évek során. Colby és az elnök remekül megértették egymást, így könnyen tudtak együtt dolgozni, ez azonban nem volt elmondható Robert Lansing (külügyminiszter 1915-20) és az elnök kapcsolatáról. Így mikor Lansing 1920-ban lemondásra kényszerült, Wilson elnök Colby-t nevezte ki elnöksége harmadik külügyminiszterének. Az amerikai delegáció tagjaként részt vett a versailles-i békeszerződést követő tárgyalásokon.
A külügyminiszteri posztot 1921-ben adta le, Thomas Woodroow Wilson elnökségének végeztével. 

### További élete
Colby a politikától való visszavonulása után, mint ügyvéd tevékenykedett. 1936-ban ment nyugdíjba, életének 67 évében.
1950-ben hunyt el Bermus Point városában, New York államban. 